# Pyrausta limbata
Pyrausta limbata là một loài bướm đêm trong họ Crambidae.